# 歙县北站
歙县北站位于中华人民共和国安徽省黄山市歙县富堨镇承狮村，隶属于上海铁路局芜湖车务段，于2015年6月28日随合福客运专线开通而启用。车站距离县城直线距离不到5公里，距开发区二期2公里。
合福客运专线和杭黄客运专线在规划之初并未在歙县设站，经过当地政府的争取，2010年12月铁道部同意杭黄客运专线在歙县设站，2013年11月中国铁路总公司确认合福客运专线将设立歙县北站。

## 车站结构

### 站房
歙县北站面积4000平方米，以徽派民居为建筑特色。售票处位于站房东侧，设有人工售票处和自助售票机。进站口、候车室位于站房中部。
- 售票处
- 候车室
- 位于1站台的进站地道口
- 出站口

### 站场
歙县站共设有4座站台（面）和8条到发线（含正线）。其中，合福场设2台4线（含正线），杭黄场设2台4线（含正线）。1站台设有地道口通往其它站台。
| 1F | 侧式站台 | 侧式站台                                |
| 1F | 4站台    | 杭黄客运专线 往杭州南方向（绩溪北站）   |
| 1F | 通过线   | 杭黄客运专线 上行列车通过线             |
| 1F | 通过线   | 杭黄客运专线 下行列车通过线             |
| 1F | 3站台    | 杭黄客运专线 往黄山北方向（黄山北站）   |
| 1F | 岛式站台 |                                         |
| 1F | 2站台    | 合福客运专线 往合肥北城方向（绩溪北站） |
| 1F | 通过线   | 合福客运专线 上行列车通过线             |
| 1F | 通过线   | 合福客运专线 下行列车通过线             |
| 1F | 1站台    | 合福客运专线 往福州方向（黄山北站）     |
| 1F | 侧式站台 |                                         |
| 1F | 站房     | 出站口、进站口、售票、候车、检票口      |

## 接驳交通

### 公交
歙县北站站前广场设有公交场站，并设有高铁1、2号公交专线，分别开往歙州广场旅游集散中心和歙县公路客运站（新汽车站）。